# 淡路フェリーボート
淡路フェリーボート株式会社（あわじフェリーボート）は、兵庫県神戸市垂水区に本社を置く企業。
かつて、兵庫県神戸市須磨区と津名郡東浦町（現・淡路市）の間と、三原郡西淡町（現・南あわじ市）と徳島県鳴門市の間を、それぞれ結ぶ短距離内航フェリー航路を運航していた。初代取締役会長は、井植歳男（三洋電機創業者、東浦町名誉町民）。現在はフェリー事業は行っていないが、社名を変えずにゴルフ場「洲本ゴルフ倶楽部」を経営しているほか、関連会社でホテルや自動車教習所、飲食事業などを運営している。大阪証券取引所2部(現在の東京証券取引所スタンダード)に上場していた。

## 概要

### 本州 - 淡路島航路
1963年（昭和38年）7月4日に、淡路・浦港 - 神戸・長田港航路の運航を開始。就航当時は330トン、360トン級の船舶であった。
1968年（昭和43年）7月に、船舶の大型化（1100トン級）に伴い、大磯港 - 須磨港での運航を開始、浦 - 長田航路もしばらく継続されるが、1970年代前半に大磯 - 須磨に集約された。
1971年には甲子園高速フェリーと共同運航により、西宮 - 志筑航路を開設したが、翌年には撤退、同航路用に新造した2隻の船舶は甲子園高速フェリーに譲渡し、引き続き同航路で運航された。
24時間運航を行っていた当初から、須磨港周辺は、住宅地のすぐ側をフェリー利用車が頻繁に通行する地域で、夜間は特に大型トラックの通行が多く、居住民が騒音被害を訴えるようになった。そのために、しばらく後に対応策として、深夜便は六甲アイランドから発着するようになり、その後ハーバーランドの高浜岸壁に移転した。
- 短距離航路であることと須磨港が阪神高速3号神戸線の若宮出入口と近接していることで、主に京阪神方面への接続には便利であった。
- 車なしでも乗船が可能であることで、阪神間（または淡路島方面）への通勤・通学の足になり、旅客面でも賑わった。深夜帯の行き来にも便利であった。
- 四国方面への中長距離バスも、この航路を利用していた。
- 大型船（乗船は基本的に大型車は1階、人・普通車は2階、閑散帯には車両は1階から搭載する）であったため、運航時でも客席から車に戻ることが可能。
- 多客時には、増発が頻繁に行われた（ただし、帰省ラッシュ時には、5、6時間待ちといった状況もしばしばあった）。
- 各港の駐車スペースが十分に確保されており、多客時にも道路で待たされることが少ない（しかしながら、盆・正月の帰省ラッシュ時は、須磨港での乗船待ちの車が、長田区まで延びていたこともあった）。

1995年（平成7年）の阪神・淡路大震災では、須磨港の着岸バース（車両スロープ、潮の干満調整用油圧昇降装置、等）が被害を受け、全便高浜岸壁からの発着になったほか、鉄道や阪神高速道路の不通が続いたため、利用者も激減し間引き運航（減便）を余儀なくされた。これにより、運送業界は運行ルートの大幅変更を余儀なくされ、淡路は四国拠点の大鳴門橋ルートへとよりシフトしていった。
1998年（平成10年）4月5日、明石海峡大橋の開通を迎え、架橋開通と同時に航路廃止の方針通り、同日の18時に両港の同時離岸を最終便とし、35年間の役目を終えた。

### 淡路島 - 四国航路
1965年（昭和40年）4月に鳴門海峡フェリーが淡路・阿那賀港 - 鳴門・亀浦港航路(6km)の運航を開始。10月に淡路フェリーボートと合併した。翌1966年（昭和41年）に国道28号と阿那賀を結ぶ有料道路「うずしおライン阿那賀線」（現在は一般道兵庫県道477号阿那賀市線）が開通し、最盛期は1日36往復24時間運航であった。
1985年（昭和60年）に大鳴門橋が開通すると、乗船客、車両ともに利用者が減少の一途を辿り、船舶もそれまでの1500トン級から普通車3台の積載能力しかない小型の第四姫鶴丸に替えられた。しかしそれ以降も利用者の減少に歯止めがかからず、その後、各種二輪車と旅客専用の超小型フェリーを新造して就航させたが、1995年（平成7年）9月30日限りで阿那賀 - 亀浦航路が運航休止となり、翌年10月1日廃止された。これによって、大鳴門橋を通行できないミニカー、小型自動二輪車、原動機付自転車、軽車両が自走して淡路島と四国を行き来することが不可能となった。

### その他
- クルージング船くいーんろっこうや大型ヘリコプターも所有していた。
- 運航範囲は兵庫県内であったが、海のハイウェイのキャッチフレーズで四国放送ラジオでも頻繁にCMが流れていた（Kiss-FMや関西のラジオ各局でも流れていた）。廃止が近づくと「今までのご利用、ありがとうございました。」といった旨のCMに切り替わった。ラジオCMソングの作曲者はキダ・タローである。
- 東京 - 徳島間の夜行高速バス「エディ号」が、1988年（昭和63年）の運行開始から明石海峡大橋開通までの間、当フェリーを利用して明石海峡を渡っていた。
- 船内で販売されていたものに、関連会社ユーアールエー社製造のカツサンドがあった。
- 2010年には唯一の本州と淡路島を結ぶフェリー航路であった明石淡路フェリーが休止となり、自転車以外の明石海峡大橋を通行できない車両が自走して本州淡路島間を行き来することが不可能となったが、2015年8月2日から淡路ジェノバラインが125cc以下の二輪車を8台積載できる船舶が就航し、同9月23日から125cc以下の二輪車の航送を開始している[6]。

## 航路
長田港 - 浦港
1963年7月4日 - 1970年代前半
須磨港 - 大磯港
1968年7月 - 1998年4月5日
距離20km、航行時間45分
西宮港 - 志筑港
1971年11月 - 1972年
距離53.5km、航行時間115分
六甲アイランド - 大磯港
1985年6月10日 - 1991年
距離37km、航行時間85分
高浜(神戸ハーバーランド) - 大磯港
1991年 - 1998年4月5日
航行時間65分
阿那賀港 - 亀浦港
1965年4月20日 - 1995年9月30日
距離7km、航行時間20分

## 運賃（神戸 - 淡路航路、廃止時）
- 大人 540円、バイク（750cc未満） 950円、乗用車（4m未満）3540円、（5m未満）4420円

## 路線バス（フェリーへの連絡バス）
- JR神戸線鷹取駅より須磨港までの間を連絡する、路線バスを淡路フェリーボート自身で運行していた（営業用ナンバーによる正規の路線）。
- 亀浦港へは、鳴門市営バス及び徳島バスの鳴門公園行きで、「淡路フェリー前」バス停下車だった（航路廃止に伴い、同バス停は現在「スカイライン口」に改称。）。

## 船舶

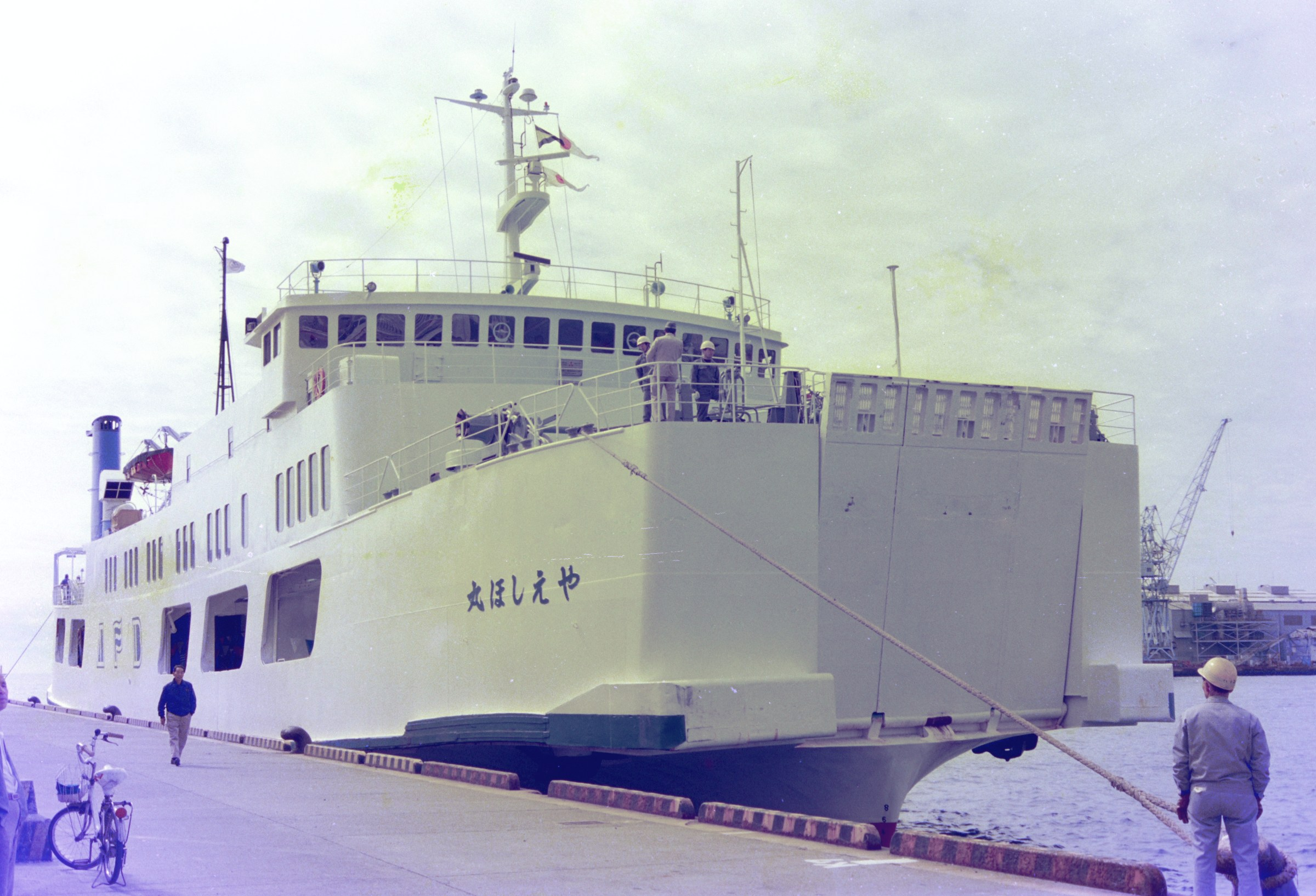
クルーズ客船に改装後のやえしほ丸 (神戸港・1986年)

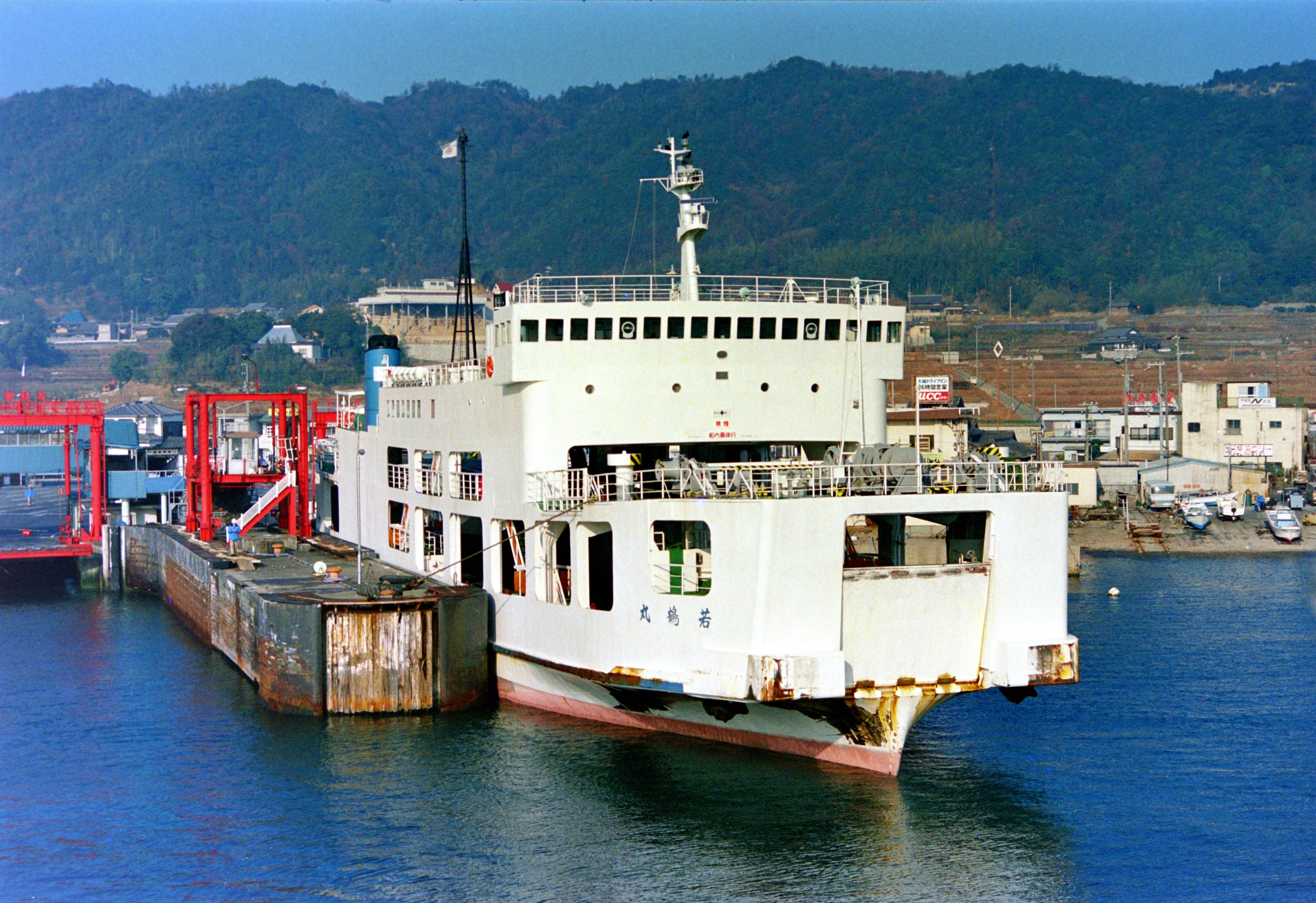
若鶴丸 (大磯港・1987年)

淡潮丸
1963年7月竣工、三菱重工業下関造船所建造。1972年関九フェリーに売船、「フェリー満珠」に改名。
330.83総トン、全長54.31m、型幅9m、型深さ3.2m、ディーゼル、機関出力1,100ps、航海速力12.5ノット。
旅客定員350名、トラック11台。
路潮丸
1963年竣工、淡潮丸の同型船。1972年関九フェリーに売船、「フェリー干珠」に改名。
晴潮丸
1964年6月25日竣工、三菱重工業下関造船所建造。1972年関九フェリーに売船、「フェリーがんりゅう」に改名。
347.20総トン、全長54.316m、型幅9.00m、型深さ3.20m、ディーゼル2基、機関出力1,100ps、航海速力12.5ノット。
旅客定員350名。
照潮丸
1964年7月10日竣工、三菱重工業下関造船所建造。「晴潮丸」の同型船。1973年フィリピンに売船。
347.51総トン、全長54.31m、型幅9m、型深さ3.2m、ディーゼル2基、機関出力1,100ps、航海速力12.5ノット。
旅客定員350名、トラック11台。
なるしお丸
1964年竣工。1973年12月三和商船に売船。
うずしお丸
1964年10月30日竣工。三菱重工業下関造船所建造。「なるしお丸」の同型船。1973年12月三和商船に売船。
360総トン、全長44.50m、型幅9.00m、型深さ3.50m、ディーゼル2基、機関出力1,100ps、航海速力12.5ノット。
旅客定員350名、大型トラック10台、中型トラック2台。
ゆづるは丸
1964年11月14日竣工、三菱重工業神戸造船所(金川造船所)建造。1977年フィリピンに売船。
426.00総トン、全長55.838m、型幅10.00m、型深さ3.60m、ディーゼル2基、機関出力1,300ps、航海速力13.5ノット。
旅客定員300名、トラック12台。
びざん丸
1964年竣工。「ゆづるは丸」の同型船。1980年フィリピンに売船。
かみしほ丸
1968年7月26日竣工、三菱重工業下関造船所建造。1980年フィリピンに売船。
1,067.58総トン、全長71.57m、型幅12.40m、型深さ4.80m、ディーゼル2基、機関出力2,660ps、航海速力14ノット。
旅客定員800名、12mトラック13台または8mトラック19台。
いそしほ丸
1968年12月竣工、三菱重工業下関造船所建造。1979年インドネシアに売船。
1,069.84総トン、全長71.57m、型幅13m、型深さ4.8m、ディーゼル2基、機関出力2,660ps、航海速力15ノット。
旅客定員800名、トラック20台。
ときしほ丸
1969年7月竣工、三菱重工業下関造船所建造。1981年フィリピンに売船。
956.64総トン、全長71.57m、型幅12.4m、型深さ4.8m、ディーゼル2基、機関出力2,660ps、航海速力14ノット。
旅客定員500名、乗用車30台、トラック20台。
せとしほ丸
1970年竣工。1983年フィリピンに売船。
やえしほ丸
1971年2月竣工、三菱重工業下関造船所建造。
999.30総トン、全長71.57m、型幅12.40m、型深さ4.80m、ディーゼル2基、機関出力2,660ps、航海速力14ノット。
旅客定員710名、8tトラック13台、4tトラック2台、乗用車30台。
1980年代にクルーズ客船として改装され、下記の諸元となる。
1,796.00総トン、機関出力3,800ps、航海速力14.00ノット、旅客定員250名または350名、大型バス8台。
やすしほ丸
1971年5月竣工、三菱重工業下関造船所建造。1983年フィリピンに売船。
999.42総トン、全長71.57m、型幅12.4m、型深さ4.8m、ディーゼル2基、機関出力2,660ps、航海速力14ノット。
旅客定員800名、乗用車30台、トラック15台。
あわしお
1971年12月竣工、金指造船建造。1972年甲子園高速フェリーに売船、「第三はやぶさ」に改名。
みちしお
1972年3月竣工、金指造船建造。同年甲子園高速フェリーに売船、「第五はやぶさ」に改名。
浦鶴丸
1974年7月竣工、同14日就航、三菱重工業下関造船所・若松造船建造。1990年永雄商事に売船。
1,315.05総トン、全長71.57m、型幅13.60m、型深さ4.80m、ディーゼル2基、機関出力3,200ps、航海速力14.00ノット。
旅客定員505名、12tトラック14台、乗用車30台。
若鶴丸
1975年7月竣工、同4日就航、三菱重工業下関造船所・若松造船建造。1991年中国に売船。
1,312.68総トン、全長71.57m、型幅13.60m、型深さ4.80m、ディーゼル2基、機関出力3,200ps、航海速力14.00ノット。
旅客定員455名、12tトラック14台、乗用車30台。
朋鶴丸
1979年2月竣工、同24日就航、三菱重工業下関造船所・東和造船建造。1994年中国に売船。1,330.41総トン。
(以下、速鶴丸まで共通の諸元)
全長71.57m、型幅13.60m、型深さ4.80m、ディーゼル2基、機関出力3,200ps、航海速力14.00ノット。
旅客定員600名、20tトラック14台、乗用車30台。
福鶴丸
1980年2月竣工、同28日就航、三菱重工業下関造船所・若松造船建造。船舶整備公団との共有船。1992年いずみラインに売船。1,324.01総トン。
速鶴丸
1981年1月竣工、同年2月1日就航、福岡造船建造。1998年ハヤシマリンに売船。1.484.77総トン。
茂鶴丸
1982年7月竣工、同19日就航、三菱重工業下関造船所・若松造船建造。1994年東日本フェリーが用船、1998年用船解除、1999年ホンジュラスに売船。
1,457.29総トン、全長71.60m、型幅13.70m、型深さ5.00m、ディーゼル2基、機関出力3,200ps、航海速力14.00ノット。
旅客定員600名、20tトラック14台、乗用車30台。
英鶴丸
1983年9月竣工、同年10月7日就航、林兼船渠長崎工場建造。1998年7月から9月まで東日本フェリーが用船、2004年インドネシアに売船。
1,581総トン、全長71.60m、型幅13.70m、型深さ5.00m、ディーゼル2基、機関出力3,600ps、航海速力13.8ノット。
旅客定員600名、20tトラック14台、乗用車30台。
第一姫島丸
1972年4月竣工、1985年6月10日就航(買船)、泉造船建造。もと姫島村営フェリー、大鳴門橋開通後の阿那賀 - 亀浦航路に就航。
197.93総トン、全長35.90m、型幅7.80m、型深さ2.80m、ディーゼル1基、機関出力750ps、航海速力12.0ノット。
旅客定員93名、乗用車6台。
くいーんろっこう
1988年7月竣工、三井造船玉野事業所建造。
217総トン、全長33.20m、型幅9.00m、型深さ3.00m、ディーゼル2基、機関出力3,428ps、航海速力26.00ノット、旅客定員236名。
非対称型双胴船。高速クルーズ客船。
由賀鶴丸
1989年11月竣工、三菱重工業下関造船所建造。1999年ベリーズに売船。1,947総トン。
(以下、富貴鶴丸まで共通の諸元)
全長76.50m、型幅15.20m、型深さ5.10m、ディーゼル2基、機関出力6,000ps、航海速力15.30ノット。
旅客定員600名、20tトラック19台、乗用車39台。
千榮鶴丸
1990年2月竣工、三菱重工業下関造船所建造。1999年ホンジュラスに売船。1,930総トン。
美和鶴丸
1990年12月竣工、三菱重工業下関造船所建造。1999年ホンジュラスに売船。1,959総トン。
富貴鶴丸
1991年11月竣工、三菱重工業下関造船所建造。1999年パナマに売船。1,956総トン。

## 各港のその後
- 須磨港にあった本社と港施設は、航路廃止後に解体撤去され、跡地は須磨シーサイド球場となり、少年野球やソフトボールの試合や練習に利用されていたが、2008年（平成20年）5月に跡地を所有する阪神高速道路株式会社との契約が終了したため球場は撤去された。かつてはGoogleのストリートビューで須磨シーサイド球場の球場風景を閲覧することができた。2010年（平成22年）に阪神高速は道路建設用地として安く買収した跡地を高額で売却し、多額の利益を得た。跡地には株式会社高速道路開発が商業施設「ナナファーム須磨」を建設し2011年（平成23年）4月に開業した。須磨港跡地北側の市道高松線に「須磨港北」交差点があるが、航路廃止から10年経った2008年（平成20年）に「須磨港北」の交差点名標識が撤去された。
- 大磯港も、施設関連は全て撤去され、架橋による離職者対策で発足した本四海峡バスの大磯営業所（後にフジトランスポート淡路支店）と、パナソニックエナジー東浦（旧三洋エナジー東浦）、太陽光発電施設が建てられている（ラジオ関西の送信所は今も健在）。
- 六甲アイランドのフェリーターミナル第三バースは、2022年現在四国開発フェリーが使用している。
- 神戸ハーバーランドの可動橋は2012年に撤去された[15]。
- 亀浦港は鳴門公園に程近く、現在は、桟橋の乗用車での利用客用の待合スペースが、大塚国際美術館の駐車場として利用されている。